# بوگس (فیلم)
بوگس یا خیالی (به انگلیسی: Bogus) یک فیلم فانتزی کمدی آمریکایی در سبک خیال‌پردازی شهری محصول سال ۱۹۹۶ به کارگردانی نورمن جویسون بر اساس فیلمنامه‌ای نوشته آلوین سارجنت با بازی ووپی گلدبرگ، ژرار دوپاردیو و هالی جوئل آزمنت است.
- این فیلم در آخر هفته افتتاحیه خود در رتبه ۱۱ با ۱٫۸۹۵٫۵۹۳ دلار افتتاح شد و در ایالات متحده ۴٫۳۵۷٫۴۰۶ دلار فروخت.[۳]
- تماشاگرانی که توسط سینماسکور مورد بررسی قرار گرفتند، به فیلم نمره «B+» در مقیاس A+ تا F دادند.[۴]

## داستان
پسر جوانی که اخیراً یتیم شده، توسط مادرخوانده‌اش به سرپرستی گرفته می‌شود و وقتی متوجه می‌شود که می‌تواند دوست خیالی پسر را ببیند، شوکه می‌شود: یک شعبده باز فرانسوی به نام بوگس.